# 豊川市民俗資料館
豊川市民俗資料館（とよかわしみんぞくしりょうかん）は、愛知県豊川市一宮町にあった郷土資料館。1974年（昭和49年）に開館し、2018年（平成30年）3月31日をもって閉館した。

## 沿革
宝飯郡一宮町で発掘された資料や、町に寄贈された民俗資料などを保管・展示するために、1967年（昭和42年）一宮町立一宮東部小学校の2教室を用いて郷土資料室が設置された。より町民が見学しやすくするため、1974年（昭和49年）に一宮町役場が新築された際に、建物の一角に一宮町郷土資料館（いちのみやちょうきょうどしりょうかん）が開館した。2006年（平成18年）2月1日に一宮市が豊川市に編入合併された際に、豊川市民俗資料館に改称している。

## 展示
豊川市民俗資料館は民俗資料の収集・整理・公開を目的とする施設であり、4,000点を超える民俗資料を収蔵している。養蚕関係用具、明治初年の氏子札、国府産をはじめとする三河土人形、砥鹿神社の宮司でもある国学者・草鹿砥宣隆の著作『祭典略祭文例附』、一宮町にあった私塾・宝山学校で使用された教本などがある。2階展示室には寛政年間（1789年 - 1801年）に金沢町に建てられた釜屋式建物「佐久間家」の一部を移築復元している。かつて釜屋式建物（釜屋造）は豊川流域と天竜川流域に見られたが、現在はほとんど見かけられなくなった。

## 利用案内
- 入館料：無料
- 開館時間：9時から17時
- 休館日：月曜、火曜、年末年始
- アクセス：JR飯田線 三河一宮駅から徒歩で約20分、または豊鉄バス「一宮総合庁舎前」バス停から徒歩で約1分。